# Fort de Monte Serrat
El Fort de Nostra Senyora de Monte Serrat (portuguès: Forte de Nossa Senhora de Monte Serrat) és una fortificació militar situada a Salvador, capital de l'estat de Bahia, al Brasil. Va ser construït a finals del segle xvi a la península d'Itapagipe i va rebre el nom de Fort de Sant Felip, que va mantenir fins al segle xviii. Està administrat per l'Exèrcit del Brasil i s'ha museitzat.
És una de les poques fortificacions brasileres que conserva l'aspecte original. Està situat molt a prop de l'Església i Monestir de Nostra Senyora de Monte Serrat, una de les estructures eclesiàstiques més antigues del país. El fort va ser catalogat com a edifici històric per l'Institut Nacional de Patrimoni Històric i Artístic (IPHAN) el 1957.

## Història
El fort de Monte Serrat va ser construït pel governador general Manoel Teles Barreto, entre 1582 i 1583. L'any 1609, apareixeria en un informe de Diogo de Campos Moreno. Va ser un dels quatre forts registrats de l'època, que incloïa les Torres de Sant Albert, avui perdudes; la Torre de Santiago a Àgua de Meninos, després modificada com fortalesa; i la segona versió del Forte de Santo Antônio da Barra. El fort de Monte Serrat comparteix un pla comú amb la segona versió del fort de Sant Antoni de Barra.
Després de diverses millores, es va prendre la decisió de reconstruir-lo sencer l'any 1702. El seu disseny s'atribueix a Baccio de Filicaia, natural de la Toscana, que va servir sota les ordres de Francisco de Sousa. Les obres van concloure durant el mandat del virrei André de Melo e Castro (1735-1749), moment en què l'antic Fortim de São Filipe rebria el seu nom actual.

## Estructura
El Fort de Monte Serrat és una estructura irregular en forma de polígon, amb torretes circulars en angles cobertes per cúpules. Té murs cortina en lloc de baluards, que es van construir en un període posterior. L'estructura tenia 6 torretes, però dues van ser enderrocades al segle xviii. El fort tenia antigament un pont llevadís entre la rampa i el terraplè; i dos barracons flanquejaven una vegada l'entrada.

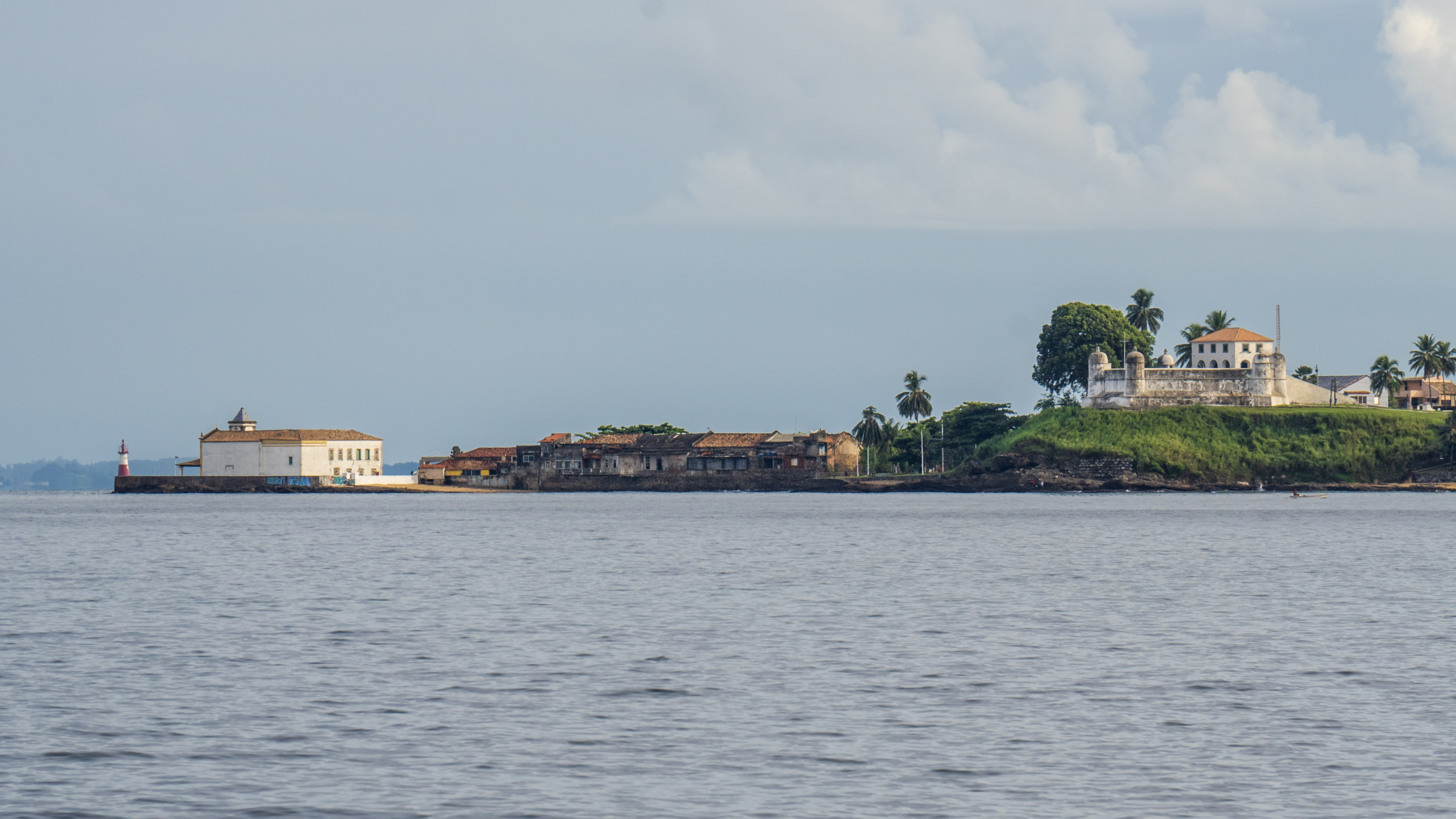
Vista de la fortalesa (dreta, sobre el turó) i de l'església i el far (esquerra)

## Estatus protegit
El Fort de Monte Serrat va ser catalogat com a estructura històrica per l' Institut Nacional del Patrimoni Històric i Artístic (IPHAN) l'any 1957. El fort és obert al públic i es pot visitar.